# Eeles Landström
Eeles Enok Landström (Viiala, 1932. január 3. – Helsinki, 2022. június 29.) Európa-bajnok, olimpiai bronzérmes finn atléta, rúdugró, politikus.

## Pályafutása
1953 és 1960 között sorozatban nyolcszor lett finn bajnok rúdugrásban. Az 1954-es és az 1958-as Európa-bajnokság aranyérmet szerzett.
Három olimpián vett részt. Az 1952-es helsinki olimpián 14., az 1956-os melbourne-in 7. helyezett lett. Az 1960-as római olimpián 4,55 m-es eredménnyel bronzérmet szerzett. Az 1956-os és 1960-as játékokon a finn csapat zászlóvivője volt a megnyitó ünnepségen.
Egyéni legjobba rúdugrásban 4,57 m (1958), tízpróbában 6123 pont (1952) volt.
1966 és 1972 között országgyűlési képviselő volt a finn parlamentben.

## Sikerei, díjai
- Olimpiai játékok
  - bronzérmes: 1960, Róma
- Európa-bajnokság
  - aranyérmes (2): 1954, Bern, 1958, Stockholm